# 萊特雙子星二型
萊特雙子星二型（英語：Wright Gemini 2）是一款由英國萊特巴士生產的一款雙層巴士，採用VDL巴士供應的DB300底盤模組為基礎建造雙子星二型雙層巴士車身。雙子星二型以不同的動力源分為兩款成品，分別是Gemini 2 DL（柴油版）及Gemini 2 HEV（混能版）。
Gemini 2 DL是雙子星二型的柴油版，動力來自康明斯的ISBe6.7公升直列6氣缸柴油引擎，配用Voith或ZF的變速箱。Gemini 2 HEV是雙子星二型的混能版，採用西門子提供的混能系統，並以Ford ZSD (Puma) 柴油引擎用於發電。
萊特雙子星二型車身選用了較輕的材料，令車身比萊特日蝕雙子星型和萊特脈衝雙子星型更輕。
首輛雙子星二型巴士於歐洲巴士展2008中亮相。首五輛雙子星二型混能版於2009年1月投入服務，而第一輛雙子星二型柴油版亦已於2009年初投入服務。